# Accenteur à gorge noire
Espèce
Statut de conservation UICN

 LC  : Préoccupation mineure
L’Accenteur à gorge noire (Prunella atrogularis) est une petite espèce de passereau de la famille des Prunellidae.
Nicheur dans les forêts montagneuses d'Asie centrale, il passe l'hiver dans les plaines d'Afghanistan, d'Iran, voire jusqu'en Inde. Il ressemble à l'Accenteur mouchet.

## Description
D'une taille d'environ 14 à 15 cm pour un poids de 19 g, comme l'Accenteur mouchet, il a le dos brun foncé avec des stries noires. Les adultes ont la gorge, la tête et la crête noires et les sourcils blancs. Le ventre est blanc, les flancs et la poitrine sont chamois striés de brun.
Les oiseaux des deux sexes se ressemblent, mais ils sont moins contrastés quand ils sont jeunes et en période internuptiale. La gorge noire peut notamment être complètement absente chez les jeunes oiseaux. Chez la sous-espèce P. a. huttoni, il n'y a pas de tache blanche sous la gorge et le dessus est plus sombre.
Il chante, souvent depuis le sommet d'un arbre ou d'un buisson, avec des bourdonnements, des sifflements et un gazouillis long et bas qui ressemble au chant de l'Accenteur mouchet et de l'Accenteur montanelle.

## Répartition et sous-espèces
Il est présent toute l'année en Asie centrale (Ouzbékistan, Kyrgyzystan, Turkménistan,  Pakistan, Népal, Mongolie, Chine et Inde). Il s'étend jusqu'en Russie en période de reproduction et peut migrer en Afghanistan, en Iran, voire jusqu'au Koweït et à Oman en hiver. Il a été aperçu exceptionnellement dans quelques pays d'Europe du Nord et de l'Ouest.
L'Accenteur à gorge noire est représenté par deux sous-espèces, :
- P. a. atrogularis : nord de l'Oural, hiverne en Afghanistan et en Iran ;
- P. a. huttoni : montagnes d'Asie centrale (Altaï et Tian Shan), hiverne au Pakistan et dans le nord de l'Inde.

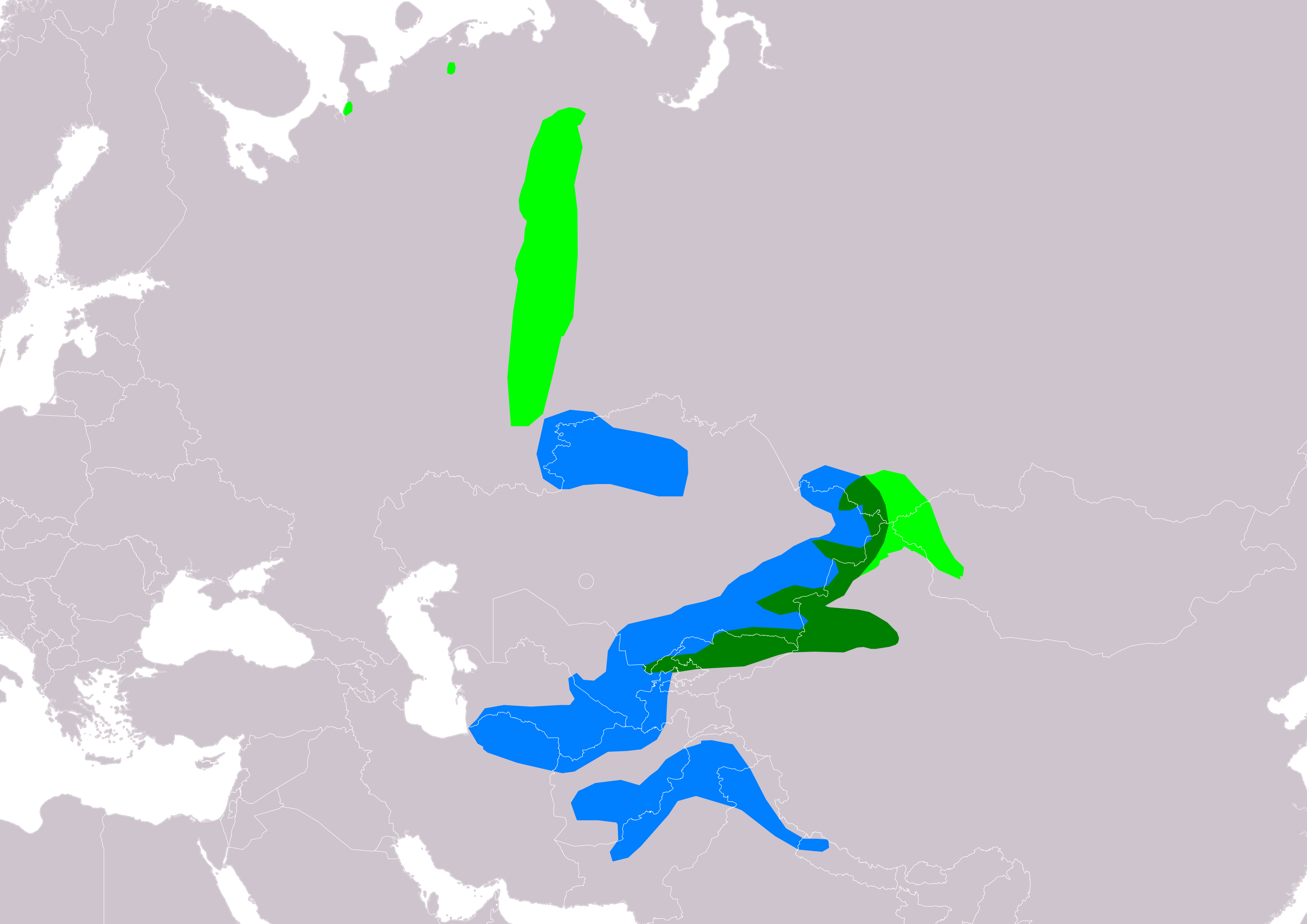
Répartition de l'accenteur à gorge noire

## Habitat
Il affectionne les zones arbustives, les buissons de saules ou les forêts de mélèzes en montagne,. Il peut monter jusqu'à 3 000 m d'altitude.
En hiver, il fréquente des zones plus ouvertes, comme des collines, des vergers ou des plantations de thé, et descend souvent en dessous de 1 800 m.

## Comportement

### Alimentation
Comme les autres accenteurs, cet oiseau est essentiellement insectivore. Il consomme notamment des collemboles, des lépidoptères, des coléoptères et des hémiptères. Parmi les autres invertébrés entrant dans le régime alimentaire figurent des araignées, des acariens, des lombrics et des escargots. L'Accenteur à gorge noire se nourrit aussi des graines surtout en hiver.

### Reproduction
En période de reproduction, de mai à août, l'Accenteur à gorge noire évite les habitats ouverts et se réfugie dans les broussailles épaisses et épineuses. Contrairement à l'Accenteur mouchet, les couples sont probablement monogames.
Le nid est placé dans un arbuste, le plus souvent un épicéa ou un genévrier. Constitué de brindilles, d'herbes, de tiges et tapissé d'herbe et de poils, il a une forme de coupe. La femelle pond trois à cinq œufs.

## Effectifs et protection
Ses effectifs sont stables et il est classé en « préoccupation mineure » par l'UICN. L'Europe compte moins de 5% de la population mondiale estimée avec 3000 à 4200 individus en 2015. En Russie, il est présent dans plusieurs forêts et parcs naturels protégés.